# Jane Fraser (dirigente)
Jane Fraser (Saint Andrews, 13 luglio 1967) è una dirigente d'azienda statunitense di origine scozzese, partner di McKinsey & Company per 10 anni, dal 2019 presidente di Citigroup e anche CEO di Consumer Banking.

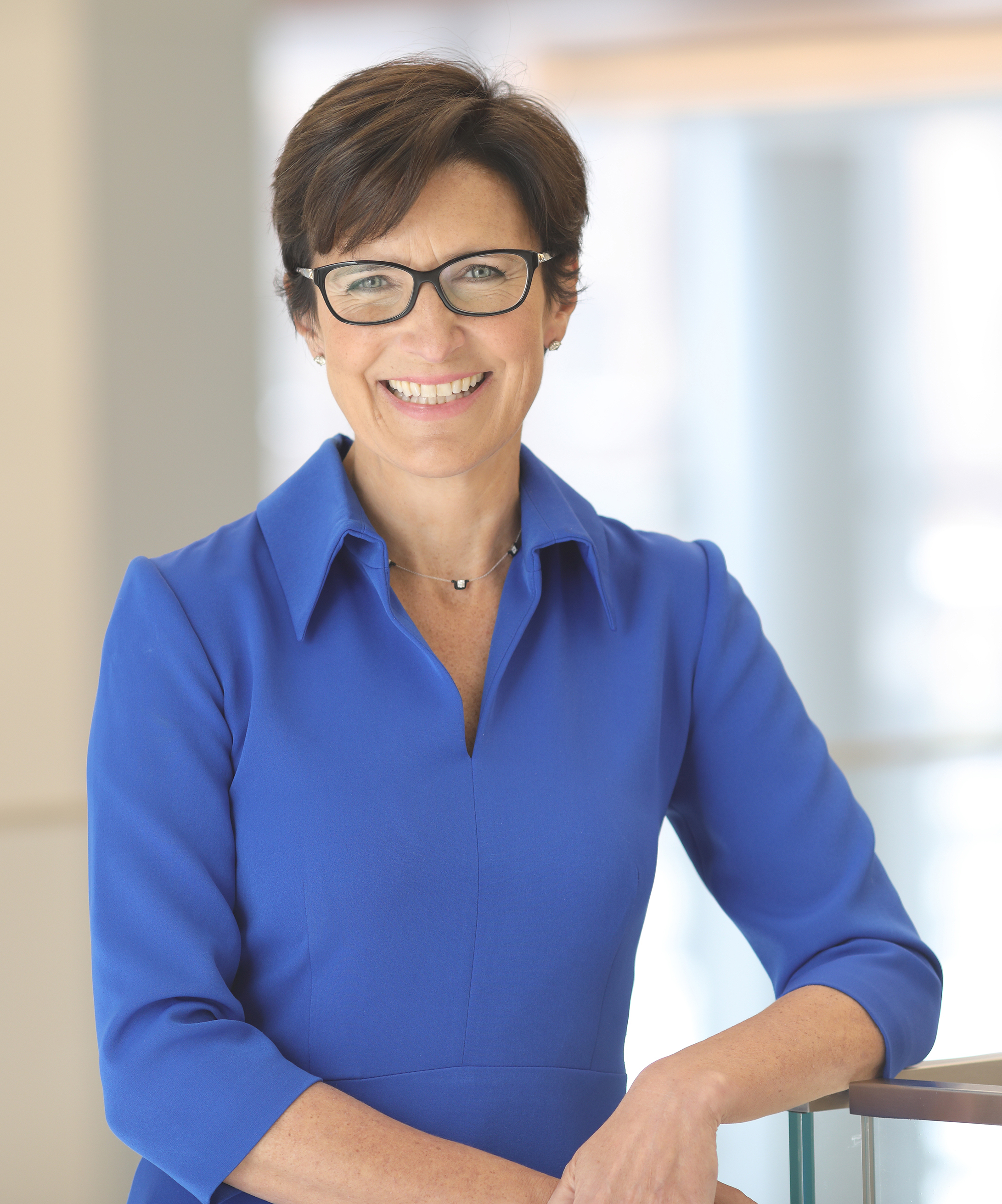
Jane Fraser nel 2021

Nel settembre 2020, Citigroup ha annunciato che Fraser avrebbe sostituito Michael Corbat come CEO dell'intera società nel febbraio 2021, diventando la prima donna a dirigere una delle principali banche di Wall Street..
È stata inclusa nell'elenco delle "donne più potenti nel mondo degli affari" di Fortune nel 2014 e nel 2015, è stata definita la "donna numero 1 da tenere d'occhio" per due anni consecutivi da American Banker, è stata indicata tra le prime 14 donne più influenti nel 2021 da Forbes e tra le prime 25 donne più potenti nel 2022 dal Financial Times Nel 2023 è tra le prime 20 donne più potenti secondo Forbes, nonché la prima in ambito finanziario.

## Biografia
Jane Fraser è nata nel 1967 a St. Andrews, in Scozia. Ha frequentato il Girton College, a Cambridge, dal 1985 al 1988, laureandosi in economia. Dopo la laurea ha lavorato come analista di fusioni e acquisizioni presso Goldman Sachs, a Londra, dal luglio 1988 al luglio 1990, quindi come socio di intermediazione per Asesores Bursátiles, un broker di valori mobiliari con sede a Madrid, dall'agosto 1990 al giugno 1992. Nel 1992 si iscrive alla Harvard Business School, conseguendo il Master nel 1994.

### McKinsey & Company
Nel 1994 è entrata in McKinsey & Company, ponendo una condizione: lavorare a fianco del responsabile del settore bancario, Lowell Bryan. È stato lo stesso Bryan a raccontarlo al Financial Times: "Jane è l'unica persona ad aver mai posto questa condizione".  Colpito dalla sua determinazione e ambizione, l'ha così assunta. Lei ha lavorato nei servizi finanziari e nella strategia globale, fino a diventare partner. Per i primi sei anni è stata a New York e negli ultimi quattro anni a Londra dove ha lavorato part-time mentre allevava i suoi figli piccoli.
Ha scritto articoli sulla globalizzazione ed è stata coautrice, con altri tre dipendenti McKinsey, del libro del 1999 Race for the World: Strategies to Build a Great Global Firm. Come parte della sua ricerca per il libro, si è recata in Cina, Hong Kong, Indonesia, Singapore e India per intervistare i clienti di McKinsey sulle loro sfide globali. Dopo averla sentita parlare del libro, il dirigente di Citigroup Michael Klein ha più volte incoraggiato Fraser a trasferirsi a Citigroup, cosa che alla fine lei ha fatto nel 2004.

### Citigroup
Fraser è stata assunta come Head of Client Strategy nella divisione Investment and Global Banking di Citigroup nel luglio 2004.  Nell'ottobre 2007 è stata promossa a Global Head of Strategy and Mergers and Acquisitions, posizione che ha ricoperto fino a maggio 2009. Il suo incarico come Global Head ha coinciso con la crisi finanziaria del 2007-2009; ha quindi fatto parte del gruppo dirigente nel periodo di una forte ristrutturazione aziendale.
Nel giugno 2009 è stata nominata CEO di Citi Private Bank. Al momento della sua promozione, la banca aveva un deficit annuo di circa 250 milioni di dollari; è poi tornata con i conti a posto durante i suoi quattro anni di mandato. Tra i cambiamenti che ha implementato c'erano una diminuzione del rapporto tra private banker e clienti, con un obiettivo di un banchiere ogni 30 clienti, e l'eliminazione di commissioni e formule di vendita per banchieri a favore di un bonus discrezionale di fine anno.
Nel maggio 2013 le è stato chiesto di sostituire il CEO in pensione di CitiMortgage, la divisione mutui di Citigroup. Ha accettato la sfida di fronte alla crisi del business del settore.  Ha concentrato gli sforzi sulla vendita di mutui residenziali agli acquirenti di case, ha chiuso diversi uffici ipotecari a livello nazionale e licenziato 1 000 dipendenti nel solo settembre 2013. Alla fine la divisione fu risanata.
Meno di un anno dopo, nel marzo 2014, Fraser è stata promossa a CEO di US Consumer and Commercial Banking, succedendo a Cecelia Stewart che ha annunciato il suo ritiro.  Nell'aprile 2015 è stata nominata CEO di Citigroup Latin America, sede a Miami, con responsabilità per le operazioni in 24 paesi: un compito spinoso perché ha dovuto fronteggiare l'atteggiamento maschilista di parte dei dirigenti, soprattutto latinoamericani, e l'ostilità di parte della stampa. Ha dovuto inoltre effettuare un rimpasto dei dirigenti di Citigroup innescato dal ritiro di Manuel Medina-Mora, CEO della banca mondiale dei consumatori di Citigroup. Medina-Mora è stato sostituito da Stephen Bird, ex CEO per la regione Asia-Pacifico, che a sua volta è stato sostituito da Francisco Aristeguieta, ex CEO di Citigroup Latin America. In questo nuovo ruolo Fraser è stata incaricata, tra l'altro, di "instillare una cultura più simile agli Stati Uniti" rispetto al Banamex (Banco Nacional de México), di proprietà e gestito da Citigroup dal 2001. La banca era stata multata di 2,2 milioni di dollari per accuse di frode nel 2014.

#### Presidente e CEO
Nel 2018 la CNN le ha chiesto se era pronta "a rompere il soffitto di cristallo", un modo di dire inglese per indicare gli ostacoli da superare, soprattutto da parte di una donna, nella carriera a causa di motivi sociali e culturali. Lei ha risposto: "Non vedo l'ora". Nell'ottobre 2019, Fraser è stata nominata presidente di Citigroup e CEO del Consumer Banking (GCB).
Nel settembre 2020, Citigroup ha annunciato che dopo il ritiro di Michael Corbat, in vigore nel febbraio 2021, Fraser sarà nominata al suo posto, diventando la prima donna CEO di una banca d'investimento di primo livello.

## Vita privata
È sposata con Alberto Piedra, di origini cubane, e madre di due figli.  Piedra, ex manager della banca europea Dresdner Kleinwort, ha lasciato l'incarico per aiutarla a far crescere i figli.
Nell'aprile 2021, durante la sua prima intervista televisiva su CNBC come CEO di Citigroup, Fraser ha affermato di essere stata, nonostante il suo accento ancora britannico, "una orgogliosa cittadina americana negli ultimi vent'anni". Un mese più tardi, durante una testimonianza al comitato sulle banche del Senato degli Stati Uniti, ha ricordato di essere giunta negli Stati Uniti nel 1987 e di essere diventata cittadina statunitense nel 2001.